# Curti
Curti község (comune) Olaszország Campania régiójában, Caserta megyében.

## Fekvése
A megye délkeleti részén fekszik, Caserta városától 5 km-re északi irányban. Határai: Casapulla, Macerata Campania, San Prisco és Santa Maria Capua Vetere.

## Története
A település alapítására vonatkozóan nincsenek pontos adatok. Valószínűleg a kora középkorban alapították, bár egyes régészek szerint alapítása a rómaiak idejére nyúlik vissza. A következő századokban nemesi birtok volt. A 19. században nyerte el önállóságát, amikor a Nápolyi Királyságban felszámolták a feudalizmust. 1928 és 1946 között Santa Maria Capua Vetere része volt.

## Népessége
A népesség számának alakulása:

## Főbb látnivalói
- Conocchia-mauzóleum (római császárkori síremlék)